# Sextilla correlativa
La sextilla correlativa, en métrica, es una estrofa de seis versos de arte menor. Se trata de una sextilla en la que el primer verso rima con el cuarto, el segundo con el quinto y el tercero con el sexto.
Si se trata de versos octosílabos, excepto el tercero y sexto, que son tetrasílabos, hablamos de la copla de pie quebrado.